# جایزه صلح لنین

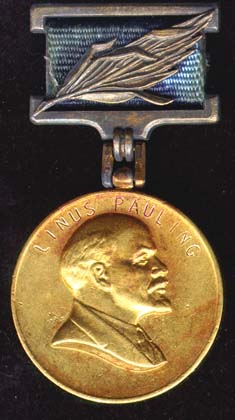
روی مدال جایزه صلح لنین

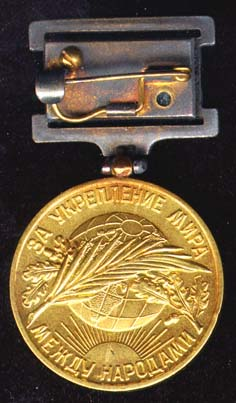
پشت مدال جایزه صلح لنین

جایزهٔ بین‌المللی صلح لنین (به روسی: международная Ленинская премия мира, mezhdunarodnaya Leninskaya premiya mira) جایزه‌ای معادل جایزه صلح نوبل در شوروی بود، که به افتخار ولادیمیر لنین نامگذاری شده بود. این جایزه از سوی یک هیئت منتخب حکومت شوروی به افراد برجسته‌ای که به تشخیص هیئت «صلح میان رفقا (خلق‌ها) را مستحکم کرده‌اند»، اعطا می‌شد. این جایزه ابتدا بنام «جایزهٔ بین‌المللی استالین برای تحکیم صلح میان خلق‌ها» بنیان‌گذاری شده‌بود ولی در جریان استالین‌زدایی به «جایزهٔ بین‌المللی لنین برای تحکیم صلح میان خلق‌ها» تغییر کرد.
برخلاف جایزه نوبل جایزهٔ بین‌المللی صلح لنین هر سال به چند نفر؛ و نه تنها یک‌نفر، داده می‌شد. این جایزه بیشتر به کمونیست‌های برجسته و هواداران اتحاد جماهیر شوروی که شهروند شوروی نبودند تعلق می‌گرفت.
دریافت کنندگان قابل توجه این جایزه عبارتند از:

## دریافت کنندگان جایزه استالین
| سال                        | تصویر                                           | نام                               | شغل | کشور                                         | ملاحظات                    |
| -------------------------- | ----------------------------------------------- | --------------------------------- | --- | -------------------------------------------- | -------------------------- |
| ۱۹۵۰                       |                                                 | یوجین کاتن (1881–1967)            | دانشمند، رئیس Women's International Democratic Federation                                                                         | فرانسه                                       | اعطا شده در ۶ آوریل ۱۹۵۱   |
| ۱۹۵۰                       |                                                 | Heriberto Jara Corona (1879–1968) | سیاستمدار، انقلابی | مکزیک                                        | اعطا شده در ۶ آوریل ۱۹۵۱   |
| ۱۹۵۰                       |                                                 | Hewlett Johnson (1874–1966)       | کشیش, رئیس منچستر (1924–1931), رئیس کانتربری (1931–1963)                                                                          | بریتانیا                                     | اعطا شده در ۶ آوریل ۱۹۵۱   |
| ۱۹۵۰                       |                                                 | فردریک ژولیو کوری (1900–1958)     | فیزیکدان, عضو فرهنگستان علوم فرانسه، استاد در کلژ دو فرانس، رئیس شورای جهانی صلح (1950–1958), جایزه نوبل شیمی (1935)              | فرانسه                                       | اعطا شده در ۶ آوریل ۱۹۵۱   |
| ۱۹۵۰                       |                                                 | Arthur Moulton (1873–1962)        | اسقف اسقفی | ایالات متحده آمریکا                          | رد کرد                     |
| ۱۹۵۰                       |                                                 | Pak Chong-ae (1907–?)             | سیاستمدار، رئیس Korean Democratic Women's League (1945–1965)                                                                      | کره شمالی                                    | اعطا شده در ۶ آوریل ۱۹۵۱   |
| ۱۹۵۰                       |                                                 | سونگ چینگ لینگ (1893–1981)        | سیاستمدار، Vice رئیس China (1949–1954; 1959–1975)                                                                                 | چین                                          | اعطا شده در ۶ آوریل ۱۹۵۱   |
| ۱۹۵۱                       |                                                 | ژورژه آمادو (1912–2001)           | نویسنده، عضو Brazilian Academy of Letters (1961–2001)                                                                             | برزیل                                        | اعطا شده در ۲۰ دسامبر ۱۹۵۱ |
| ۱۹۵۱                       |                                                 | Monica Felton (1906–1970)         | برنامه‌ریز شهری | بریتانیا                                     | اعطا شده در ۲۰ دسامبر ۱۹۵۱ |
| ۱۹۵۱                       |                                                 | Guo Moruo (1892–1978)             | نویسنده، دانشمند، سیاستمدار، رئیس آکادمی علوم چین (1949–1978)                                                                     | چین                                          | اعطا شده در ۲۰ دسامبر ۱۹۵۱ |
| ۱۹۵۱                       |                                                 | پیترو ننی (1891–1980)             | سیاستمدار، Minister of Foreign Affairs of Italy (1946–1947; 1968–1969), Deputy Prime Minister of Italy (1963–1968)                | ایتالیا                                      | اعطا شده در ۲۰ دسامبر ۱۹۵۱ |
| ۱۹۵۱                       |                                                 | اویاما ایکوئو (1889–1955)         | سیاستمدار، عضو مجلس مشاوران | ژاپن                                         | اعطا شده در ۲۰ دسامبر ۱۹۵۱ |
| ۱۹۵۱                       |                                                 | آنا زگرس (1900–1983)              | نویسنده | آلمان شرقی                                   | اعطا شده در ۲۰ دسامبر ۱۹۵۱ |
| ۱۹۵۲                       |                                                 | یوهانس بشر (1891–1958)            | نویسنده | آلمان شرقی                                   | اعطا شده در ۲۰ دسامبر ۱۹۵۲ |
| ۱۹۵۲                       |                                                 | Elisa Branco (1912–2001)          | سیاستمدار، Vice رئیس Council of Brazilian Advocates for Peace (1949–1960)                                                         | برزیل                                        | اعطا شده در ۲۰ دسامبر ۱۹۵۲ |
| ۱۹۵۲                       |                                                 | ایلیا ارنبورگ (1891–1967)         | نویسنده، روزنامه‌نگار | اتحاد جماهیر شوروی                           | اعطا شده در ۲۰ دسامبر ۱۹۵۲ |
| ۱۹۵۲                       |                                                 | James Gareth Endicott (1898–1993) | Clergyman | کانادا                                       | اعطا شده در ۲۰ دسامبر ۱۹۵۲ |
| ۱۹۵۲                       |                                                 | Yves Farge (1899–1953)            | روزنامه‌نگار، سیاستمدار | فرانسه                                       | اعطا شده در ۲۰ دسامبر ۱۹۵۲ |
| ۱۹۵۲                       |                                                 | هالدور لاکسنس (1902–1998)         | نویسنده، جایزه نوبل ادبیات (1955)                                                                                                 | ایسلند                                       | اعطا شده در ۲۰ دسامبر ۱۹۵۲ |
| ۱۹۵۲                       |                                                 | Saifuddin Kitchlew (1888–1963)    | Barrister, سیاستمدار، Vice رئیس شورای جهانی صلح (1955–1959), رئیس All-India Peace Council                                         | هند                                          | اعطا شده در ۲۰ دسامبر ۱۹۵۲ |
| ۱۹۵۲                       |                                                 | پل روبسن (1898–1976)              | Singer, actor | ایالات متحده آمریکا                          | اعطا شده در ۲۰ دسامبر ۱۹۵۲ |
| ۱۹۵۳                       |                                                 | Andrea Andreen (1888–1972)        | Physician, educator,رئیس Swedish Women's Left-Wing Association (1946–1964), Vice رئیس Women's International Democratic Federation | سوئد                                         | اعطا شده در ۱۲ دسامبر ۱۹۵۳ |
| ۱۹۵۳                       |                                                 | جان دزموند برنال (1901–1971)      | دانشمند، Professor at Birkbeck College, University of London, همکار انجمن سلطنتی (1937), رئیس شورای جهانی صلح (1959–1965)         | بریتانیا                                     | اعطا شده در ۱۲ دسامبر ۱۹۵۳ |
| ۱۹۵۳                       |                                                 | Isabelle Blume (1892–1975)        | سیاستمدار، عضو Belgian Chamber of Representatives (1936–1954), رئیس شورای جهانی صلح (1965–1969)                                   | بلژیک                                        | اعطا شده در ۱۲ دسامبر ۱۹۵۳ |
| ۱۹۵۳                       |                                                 | Pierre Cot (1895–1977)            | سیاستمدار، عضو مجمع ملی (فرانسه) (1928–1940)                                                                                      | فرانسه                                       | اعطا شده در ۱۲ دسامبر ۱۹۵۳ |
| ۱۹۵۳                       |                                                 | هاوارد فاست (1914–2003)           | نویسنده | ایالات متحده آمریکا                          | اعطا شده در ۱۲ دسامبر ۱۹۵۳ |
| ۱۹۵۳                       |                                                 | Andrea Gaggiero (1916–1988)       | Priest | ایتالیا                                      | اعطا شده در ۱۲ دسامبر ۱۹۵۳ |
| ۱۹۵۳                       | پرونده:Leon Kruczkowski Polish نویسنده 1950.jpg | Leon Kruczkowski (1900–1962)      | نویسنده | لهستان                                       | اعطا شده در ۱۲ دسامبر ۱۹۵۳ |
| ۱۹۵۳                       |                                                 | پابلو نرودا (1904–1973)           | Poet, diplomat, جایزه نوبل ادبیات (1971)                                                                                          | شیلی                                         | اعطا شده در ۱۲ دسامبر ۱۹۵۳ |
| ۱۹۵۳                       |                                                 | Nina Popova (1908–1994)           | سیاستمدار، Secretary of the All-Union Central Council of Trade Unions (1945–1957)                                                 | اتحاد جماهیر شوروی                           | اعطا شده در ۱۲ دسامبر ۱۹۵۳ |
| ۱۹۵۳                       |                                                 | Sahib Singh Sokhey (1887–1971)    | Biochemist, عضو Indian Academy of Sciences, Assistant Director General of the سازمان جهانی بهداشت (1949–1952)                     | هند                                          | اعطا شده در ۱۲ دسامبر ۱۹۵۳ |
| ۱۹۵۴                       |                                                 | André Bonnard (1888–1959)         | Scholar, نویسنده، Professor at the دانشگاه لوزان                                                                                  | سوئیس                                        | اعطا شده در ۱۸ دسامبر ۱۹۵۴ |
| ۱۹۵۴                       |                                                 | برتولت برشت (1898–1956)           | Playwright,شاعر، theatre director                                                                                                 | اتریش (citizenship) · آلمان شرقی (residence) | اعطا شده در ۱۸ دسامبر ۱۹۵۴ |
| ۱۹۵۴                       |                                                 | نیکولاس گیین (1902–1989)          | Poet | کوبا                                         | اعطا شده در ۱۸ دسامبر ۱۹۵۴ |
| ۱۹۵۴                       |                                                 | Felix Iversen (1887–1973)         | Mathematician, Professor at the دانشگاه هلسینکی، رئیس Peace Union of Finland                                                      | فنلاند                                       | اعطا شده در ۱۸ دسامبر ۱۹۵۴ |
| ۱۹۵۴                       |                                                 | Thakin Kodaw Hmaing (1876–1964)   | Poet | میانمار                                      | اعطا شده در ۱۸ دسامبر ۱۹۵۴ |
| ۱۹۵۴                       |                                                 | Alain Le Léap (1905–1986)         | Trade unionist, General Secretary of the کنفدراسیون عمومی کار (فرانسه) (1948–1957)                                                | فرانسه                                       | اعطا شده در ۱۸ دسامبر ۱۹۵۴ |
| ۱۹۵۴                       |                                                 | Prijono (1907–1969)               | Academic, سیاستمدار، Minister of Culture and Education of Indonesia (1957–1966)                                                   | اندونزی                                      | اعطا شده در ۱۸ دسامبر ۱۹۵۴ |
| ۱۹۵۴                       |                                                 | Denis Pritt (1887–1972)           | Barrister, سیاستمدار، عضو مجلس بریتانیا (1935–1950)                                                                               | بریتانیا                                     | اعطا شده در ۱۸ دسامبر ۱۹۵۴ |
| ۱۹۵۴                       |                                                 | Baldomero Sanín Cano (1861–1957)  | Essayist, linguist, روزنامه‌نگار                                                                                                   | کلمبیا                                       | اعطا شده در ۱۸ دسامبر ۱۹۵۴ |
| ۱۹۵۵                       |                                                 | Muhammad al-Ashmar (1892–1960)    | Rebel commander, سیاستمدار | سوریه                                        | اعطا شده در ۹ دسامبر ۱۹۵۵  |
| ۱۹۵۵                       |                                                 | لازارو کاردناس (1895–1970)        | General, سیاستمدار، رئیس‌جمهور مکزیک (1934–1940)                                                                                   | مکزیک                                        | اعطا شده در ۹ دسامبر ۱۹۵۵  |
| ۱۹۵۵                       |                                                 | Ragnar Forbech (1894–1975)        | Priest, پیشنماز of کلیسای جامع اسلو (1947–1964)                                                                                   | نروژ                                         | اعطا شده در ۹ دسامبر ۱۹۵۵  |
| ۱۹۵۵                       |                                                 | Seki Akiko (1899–1973)            | Singer | ژاپن                                         | اعطا شده در ۹ دسامبر ۱۹۵۵  |
| ۱۹۵۵                       |                                                 | تون دوک تانگ (1888–1980)          | سیاستمدار، رئیس‌جمهور ویتنام of ویتنام شمالی (1969–1976), رئیس‌جمهور ویتنام (1976–1980)                                             | ویتنام                                       | اعطا شده در ۹ دسامبر ۱۹۵۵  |
| ۱۹۵۵                       |                                                 | یوزف ویرت (1879–1956)             | سیاستمدار، صدر اعظم آلمان (1921–1922)                                                                                             | آلمان غربی                                   | اعطا شده در ۹ دسامبر ۱۹۵۵  |
| Unknown year (before 1953) |                                                 | مارتین اندرسن نکسو (1869–1954)    | نویسنده | دانمارک                                      |                            |

## دریافت کنندگان جایزه لنین
| سال          | تصویر | نام                                             | شغل | کشور                                               | ملاحظات                                                                                 |
| ------------ | ----- | ----------------------------------------------- | --- | -------------------------------------------------- | --------------------------------------------------------------------------------------- |
| ۱۹۵۷         |       | لویی آراگون (1897–1982)                         | Poet | فرانسه                                             |                                                                                         |
| ۱۹۵۷         |       | امانوئل داستیه دو لا ویژری (1900–1969)          | روزنامه‌نگار، سیاستمدار، عضو مجمع ملی (فرانسه) (1945–1958) | فرانسه                                             |                                                                                         |
| ۱۹۵۷         |       | Heinrich Brandweiner (1910–1997)                | Jurist,رئیس Peace Council of Austria | اتریش                                              |                                                                                         |
| ۱۹۵۷         |       | Danilo Dolci (1924–1997)                        | Social activist, educator, sociologist | ایتالیا                                            |                                                                                         |
| ۱۹۵۷         |       | María Rosa Oliver (1898–1977)                   | نویسنده، essayist | آرژانتین                                           |                                                                                         |
| ۱۹۵۷         |       | سی وی رامان (1888–1970)                         | Physicist, Professor at the دانشگاه کلکته، President of the Indian Academy of Sciences (1934–1970)                                                                                          | هند                                                |                                                                                         |
| ۱۹۵۷         |       | Udakendawala Siri Saranankara Thero (1902–1966) | Buddhist monk | قلمرو سیلان                                        |                                                                                         |
| ۱۹۵۷         |       | نیکلای تیخونوف (1896–1979)                      | نویسنده، رئیس Soviet Peace Committee (1949–1979) | اتحاد جماهیر شوروی                                 |                                                                                         |
| ۱۹۵۸         |       | Josef Hromádka (1889–1969)                      | Protestant theologian, founder of the Christian Peace Conference | چکسلواکی                                           |                                                                                         |
| ۱۹۵۸         |       | Artur Lundkvist (1906–1991)                     | نویسنده، literary critic, عضو آکادمی سوئد (1968–1991) | سوئد                                               |                                                                                         |
| ۱۹۵۸         |       | Louis Saillant (1906–1991)                      | Trade unionist, General Secretary of the World Federation of Trade Unions (1945–1969) | فرانسه                                             |                                                                                         |
| ۱۹۵۸         |       | Kaoru Yasui (1907–1980)                         | Jurist, scholar, Professor at the دانشگاه توکیو، رئیس Japan Council Against Atomic and Hydrogen Bombs (1954–1965)                                                                           | ژاپن                                               |                                                                                         |
| ۱۹۵۸         |       | آرنولد تسوایگ (1887–1968)                       | نویسنده | آلمان شرقی                                         |                                                                                         |
| ۱۹۵۹         |       | Otto Buchwitz (1879–1964)                       | سیاستمدار، عضو Reichstag (1924–1933), عضو Volkskammer (1946–1964) | آلمان شرقی                                         | اعطا شده در ۳۰ آوریل ۱۹۵۹                                                               |
| ۱۹۵۹         |       | دابلیو. ئی. بی. دیو بویس (1868–1963)            | Sociologist, historian, civil rights activist | ایالات متحده آمریکا                                | اعطا شده در ۳۰ آوریل ۱۹۵۹                                                               |
| ۱۹۵۹         |       | نیکیتا خروشچف (1894–1971)                       | سیاستمدار، دبیرکل حزب کمونیست اتحاد جماهیر شوروی (1953–1964) | اتحاد جماهیر شوروی                                 | اعطا شده در ۳۰ آوریل ۱۹۵۹                                                               |
| ۱۹۵۹         |       | آیوور مونتاگو (1904–1984)                       | Filmmaker, critic | بریتانیا                                           | اعطا شده در ۳۰ آوریل ۱۹۵۹                                                               |
| ۱۹۵۹         |       | Kostas Varnalis (1884–1974)                     | Poet | یونان                                              | اعطا شده در ۳۰ آوریل ۱۹۵۹                                                               |
| ۱۹۶۰         |       | Laurent Casanova (1906–1972)                    | سیاستمدار، عضو مجمع ملی (فرانسه) (1945–1958) | فرانسه                                             | اعطا شده در ۳ مه ۱۹۶۰                                                                   |
| ۱۹۶۰         |       | Cyrus S. Eaton (1883–1979)                      | Industrialist | کانادا · ایالات متحده آمریکا                       | اعطا شده در ۳ مه ۱۹۶۰                                                                   |
| ۱۹۶۰         |       | اولکساندر کورنیچوک (1905–1972)                  | Playwright | اتحاد جماهیر شوروی                                 | اعطا شده در ۳ مه ۱۹۶۰                                                                   |
| ۱۹۶۰         |       | Aziz Sharif (1904–1990)                         | سیاستمدار، رئیس Peace Partisans Organization of Iraq | عراق                                               | اعطا شده در ۳ مه ۱۹۶۰                                                                   |
| ۱۹۶۰         |       | احمد سوکارنو (1901–1970)                        | سیاستمدار، رئیس‌جمهور اندونزی (1945–1967) | اندونزی                                            | اعطا شده در ۳ مه ۱۹۶۰                                                                   |
| ۱۹۶۱         |       | فیدل کاسترو (1926–2016)                         | سیاستمدار، انقلابی، Prime Minister of Cuba (1959–1976), President of Cuba (1976–2008) | کوبا                                               | اعطا شده در ۳۰ آوریل ۱۹۶۱                                                               |
| ۱۹۶۱         |       | Ostap Dłuski (1892–1964)                        | سیاستمدار، عضو سیم (مجلس لهستان) (1961–1964) | لهستان                                             | اعطا شده در ۳۰ آوریل ۱۹۶۱                                                               |
| ۱۹۶۱         |       | Bill Morrow (1888–1980)                         | سیاستمدار، عضو سنای استرالیا (1947–1953) | استرالیا                                           | اعطا شده در ۳۰ آوریل ۱۹۶۱                                                               |
| ۱۹۶۱         |       | Rameshwari Nehru (1886–1966)                    | Social worker, founder of the All India Women's Conference | هند                                                | اعطا شده در ۳۰ آوریل ۱۹۶۱                                                               |
| ۱۹۶۱         |       | Mihail Sadoveanu (1880–1961)                    | نویسنده | رومانی                                             | اعطا شده در ۳۰ آوریل ۱۹۶۱                                                               |
| ۱۹۶۱         |       | Antoine Tabet (1907–1964)                       | Architect,رئیس Lebanese National Peace Council | لبنان                                              | اعطا شده در ۳۰ آوریل ۱۹۶۱                                                               |
| ۱۹۶۱         |       | احمد سکوتوره (1922–1984)                        | سیاستمدار، فهرست رئیس‌جمهورهای گینه (1958–1984) | گینه                                               | اعطا شده در ۳۰ آوریل ۱۹۶۱                                                               |
| ۱۹۶۲         |       | ایشتوان دوبی (1898–1968)                        | سیاستمدار، Prime Minister of Hungary (1948–1952) | مجارستان                                           | اعطا شده در ۳۰ آوریل ۱۹۶۲                                                               |
| ۱۹۶۲         |       | فیض احمد فیض (1911–1984)                        | Poet | پاکستان                                            | اعطا شده در ۳۰ آوریل ۱۹۶۲                                                               |
| ۱۹۶۲         |       | قوام نکرومه (1909–1972)                         | سیاستمدار، Prime Minister of Ghana (1957–1960), President of Ghana (1960–1966) | غنا                                                | اعطا شده در ۳۰ آوریل ۱۹۶۲                                                               |
| ۱۹۶۲         |       | پابلو پیکاسو (1881–1973)                        | Painter, sculptor | اسپانیا                                            | اعطا شده در ۳۰ آوریل ۱۹۶۲                                                               |
| ۱۹۶۲         |       | Olga Poblete (1908–1999)                        | Teacher, feminist, Professor at the دانشگاه شیلی، President of the Chilean Movement of Advocates for Peace                                                                                  | شیلی                                               | اعطا شده در ۳۰ آوریل ۱۹۶۲                                                               |
| ۱۹۶۳         |       | Manolis Glezos (1922–2020)                      | سیاستمدار، guerilla | یونان                                              | اعطا شده در ۱ مه ۱۹۶۳                                                                   |
| ۱۹۶۳         |       | مودیبو کیتا (1915–1977)                         | سیاستمدار، President of Mali (1960–1968) | مالی                                               | اعطا شده در ۱ مه ۱۹۶۳                                                                   |
| ۱۹۶۳         |       | اسکار نیمایر (1907–2012)                        | Architect | برزیل                                              | اعطا شده در ۱ مه ۱۹۶۳                                                                   |
| ۱۹۶۳         |       | Georgi Traykov (1898–1975)                      | سیاستمدار، Chairman of the National Assembly of Bulgaria (1964–1971) | بلغارستان                                          | اعطا شده در ۱ مه ۱۹۶۳                                                                   |
| ۱۹۶۴         |       | رافائل آلبرتی (1902–1999)                       | Poet | اسپانیا                                            | اعطا شده در ۱ مه ۱۹۶۴                                                                   |
| ۱۹۶۴         |       | آرونا آصف علی (1909–1996)                       | سیاستمدار، independence activist, Vice President of the Women's International Democratic Federation                                                                                         | هند                                                | Presented 1۴ اوت ۱۹۶۵                                                                   |
| ۱۹۶۴         |       | احمد بن بلا (1916–2012)                         | سیاستمدار، انقلابی، رئیس‌جمهور الجزایر (1963–1965) | الجزایر                                            | اعطا شده در ۱ مه ۱۹۶۴                                                                   |
| ۱۹۶۴         |       | Herluf Bidstrup (1912–1988)                     | Cartoonist, illustrator | دانمارک                                            | اعطا شده در ۱ مه ۱۹۶۴                                                                   |
| ۱۹۶۴         |       | دولوریس ایباروری (1895–1989)                    | سیاستمدار، General Secretary of the حزب کمونیست اسپانیا (1942–1960) | اسپانیا                                            | اعطا شده در ۱ مه ۱۹۶۴                                                                   |
| ۱۹۶۴         |       | Ota Kaoru (1912–1988)                           | Trade unionist,رئیس General Council of Trade Unions of Japan (1955–1966) | ژاپن                                               | اعطا شده در ۱ مه ۱۹۶۴                                                                   |
| ۱۹۶۵         |       | Peter Ayodele Curtis Joseph (1920–2006)         | سیاستمدار | نیجریه                                             |                                                                                         |
| ۱۹۶۵         |       | Jamsrangiin Sambuu (1895–1972)                  | سیاستمدار، Chairman of the Presidium of the People's Great Khural (1954–1972) | مغولستان                                           |                                                                                         |
| ۱۹۶۵         |       | Mirjam Vire-Tuominen (1919–2011)                | سیاستمدار، General Secretary of the Finnish Peace Committee (1949–1975), General Secretary of the Women's International Democratic Federation (1978–1987), عضو مجلس فنلاند (1970–1979)      | فنلاند                                             |                                                                                         |
| ۱۹۶۶         |       | داوید آلفارو سی‌که‌ایروس (1896–1974)              | Painter | مکزیک                                              | اعطا شده در ۱ مه ۱۹۶۷                                                                   |
| ۱۹۶۶         |       | میگل آنخل آستوریاس (1899–1974)                  | نویسنده، diplomat, جایزه نوبل ادبیات (1967) | گواتمالا                                           |                                                                                         |
| ۱۹۶۶         |       | Bram Fischer (1908–1975)                        | Advocate, anti-apartheid activist | آفریقای جنوبی                                      | اعطا شده در ۱ مه ۱۹۶۷                                                                   |
| ۱۹۶۶         |       | راکول کنت (1882–1971)                           | Painter, printmaker, adventurer | ایالات متحده آمریکا                                | اعطا شده در ۱ مه ۱۹۶۷                                                                   |
| ۱۹۶۶         |       | Ivan Málek (1909–1994)                          | Microbiologist, Professor at دانشگاه کارل، عضو National Assembly of Czechoslovakia (1960–1968)                                                                                              | چکسلواکی                                           | اعطا شده در ۱ مه ۱۹۶۷                                                                   |
| ۱۹۶۶         |       | Giacomo Manzù (1908–1991)                       | Sculptor | ایتالیا                                            |                                                                                         |
| ۱۹۶۶         |       | مارتین نیمولر (1892–1984)                       | Lutheran pastor, theologian, President of the World Council of Churches (1961–1968) | آلمان غربی                                         | اعطا شده در ۱ مه ۱۹۶۷                                                                   |
| ۱۹۶۶         |       | Herbert Warnke (1902–1975)                      | Trade unionist,رئیس Free German Trade Union Federation (1946–1975) | آلمان شرقی                                         | اعطا شده در ۱ مه ۱۹۶۷                                                                   |
| ۱۹۶۷         |       | Romesh Chandra (1919–2016)                      | سیاستمدار، President of the شورای جهانی صلح (1977–1990) | هند                                                |                                                                                         |
| ۱۹۶۷         |       | Jean Effel (1908–1982)                          | Illustrator, روزنامه‌نگار | فرانسه                                             |                                                                                         |
| ۱۹۶۷         |       | یوریس ایونس (1898–1989)                         | Documentary filmmaker | هلند                                               |                                                                                         |
| ۱۹۶۷         |       | Nguyễn Thị Định (1920–1992)                     | General, سیاستمدار، Vice President of Vietnam (1987–1992) | ویتنام/ Republic of South Vietnam                  |                                                                                         |
| ۱۹۶۷         |       | Endre Sík (1891–1978)                           | سیاستمدار، historian, Minister of Foreign Affairs of Hungary (1958–1961) | مجارستان                                           |                                                                                         |
| ۱۹۶۷         |       | Jorge Zalamea Borda (1905–1969)                 | نویسنده، سیاستمدار | کلمبیا                                             |                                                                                         |
| ۱۹۶۸–۱۹۶۹    |       | Akira Iwai (1922–1997)                          | Trade unionist, General Secretary of the General Council of Trade Unions of Japan | ژاپن                                               | اعطا شده در ۱۶ آوریل ۱۹۷۰                                                               |
| ۱۹۶۸–۱۹۶۹    |       | یاروسواف ایواشکیه‌ویچ (1894–1980)                | نویسنده | لهستان                                             | اعطا شده در ۱۶ آوریل ۱۹۷۰                                                               |
| ۱۹۶۸–۱۹۶۹    |       | خالد محیی‌الدین (1922–2018)                      | Major, سیاستمدار، رئیس Egyptian Peace Council | جمهوری متحد عربی                                   | اعطا شده در ۱۶ آوریل ۱۹۷۰                                                               |
| ۱۹۶۸–۱۹۶۹    |       | لینوس پاولینگ (1901–1994)                       | Chemist, educator, جایزه نوبل شیمی (1954), جایزه صلح نوبل laureate (1962) | ایالات متحده آمریکا                                | اعطا شده در ۱۶ آوریل ۱۹۷۰                                                               |
| ۱۹۶۸–۱۹۶۹    |       | Shafie Ahmed el Sheikh (1924–1971)              | Trade unionist, سیاستمدار | سودان                                              | اعطا شده در ۱۶ آوریل ۱۹۷۰                                                               |
| ۱۹۶۸–۱۹۶۹    |       | Bertil Svahnström (1907–1972)                   | روزنامه‌نگار، نویسنده | سوئد                                               | اعطا شده در ۱۶ آوریل ۱۹۷۰                                                               |
| ۱۹۷۰–۱۹۷۱    |       | Hikmat Abu Zayd (1922/1923–2011)                | سیاستمدار، academic, Minister of Social Affairs of the جمهوری متحد عربی (1962–1965) | جمهوری متحد عربی                                   |                                                                                         |
| ۱۹۷۰–۱۹۷۱    |       | Eric Burhop (1911–1980)                         | Physicist, Professor at کالج دانشگاهی لندن، همکار انجمن سلطنتی (1963) | استرالیا · بریتانیا                                |                                                                                         |
| ۱۹۷۰–۱۹۷۱    |       | ارنست بوش (هنرپیشه) (1900–1980)                 | Singer, actor | آلمان شرقی                                         |                                                                                         |
| ۱۹۷۰–۱۹۷۱    |       | Tsola Dragoycheva (1898–1993)                   | سیاستمدار، عضو National Assembly of Bulgaria (1946–1990) | بلغارستان                                          |                                                                                         |
| ۱۹۷۰–۱۹۷۱    |       | Renato Guttuso (1912–1987)                      | Painter | ایتالیا                                            |                                                                                         |
| ۱۹۷۰–۱۹۷۱    |       | کمال جنبلاط (1917–1977)                         | سیاستمدار، عضو مجلس نمایندگان لبنان (1947–1977) | لبنان                                              |                                                                                         |
| ۱۹۷۰–۱۹۷۱    |       | Funmilayo Ransome-Kuti (1900–1978)              | Teacher, women's rights activist | نیجریه                                             |                                                                                         |
| ۱۹۷۰–۱۹۷۱    |       | Alfredo Varela (1914–1984)                      | نویسنده | آرژانتین                                           |                                                                                         |
| ۱۹۷۲         |       | James Aldridge (1918–2015)                      | نویسنده | استرالیا · بریتانیا                                | اعطا شده در ۱ مه ۱۹۷۳                                                                   |
| ۱۹۷۲         |       | سالوادور آلنده (1908–1973)                      | سیاستمدار، psysician, President of Chile (1970–1973) | شیلی                                               | اعطا شده در ۱ مه ۱۹۷۳                                                                   |
| ۱۹۷۲         |       | لئونید برژنف (1906–1982)                        | سیاستمدار، دبیرکل حزب کمونیست اتحاد جماهیر شوروی (1964–1982) | اتحاد جماهیر شوروی                                 | اعطا شده در ۱ مه ۱۹۷۳                                                                   |
| ۱۹۷۲         |       | Enrique Pastorino (1918–1995)                   | Trade unionist, سیاستمدار، President of the World Federation of Trade Unions (1969–1975) | اروگوئه                                            | اعطا شده در ۱ مه ۱۹۷۳                                                                   |
| ۱۹۷۳–۱۹۷۴    |       | Luis Corvalán (1916–2010)                       | سیاستمدار، General Secretary of the حزب کمونیست شیلی (1958–1990) | شیلی                                               |                                                                                         |
| ۱۹۷۳–۱۹۷۴    |       | Raymond Goor (1908–1996)                        | Priest | بلژیک                                              |                                                                                         |
| ۱۹۷۳–۱۹۷۴    |       | Jeanne Martin Cissé (1926–2017)                 | سیاستمدار، teacher | گینه                                               |                                                                                         |
| ۱۹۷۳–۱۹۷۴    |       | سم نوجوما (born 1929)                           | سیاستمدار، anti-apartheid activist, President of Namibia (1990–2005) | آفریقای جنوبی (before 1990) · نامیبیا (after 1990) |                                                                                         |
| ۱۹۷۵–۱۹۷۶    |       | Hortensia Bussi de Allende (1913–2009)          | Educator, librarian, First Lady of Chile (1970–1973) | شیلی                                               | Widow of سالوادور آلنده (recipient in 1972) اعطا شده در مه ۱۹۷۷                         |
| ۱۹۷۵–۱۹۷۶    |       | یانوش کادار (1912–1989)                         | سیاستمدار، General Secretary of the Hungarian Socialist Workers' Party (1956–1988) | مجارستان                                           | اعطا شده در مه ۱۹۷۷                                                                     |
| ۱۹۷۵–۱۹۷۶    |       | شان مک‌براید (1904–1988)                         | سیاستمدار، barrister, International chairman of عفو بین‌الملل (1965–1974), معاونان دبیرکل سازمان ملل متحد of the سازمان ملل متحد، جایزه صلح نوبل laureate (1974)                             | جمهوری ایرلند · فرانسه                             | اعطا شده در مه ۱۹۷۷                                                                     |
| ۱۹۷۵–۱۹۷۶    |       | سامورا ماچل (1933–1986)                         | سیاستمدار، انقلابی، President of Mozambique (1975–1986) | موزامبیک                                           | اعطا شده در مه ۱۹۷۷                                                                     |
| ۱۹۷۵–۱۹۷۶    |       | آگوستینیو نتو (1922–1979)                       | سیاستمدار، انقلابی، President of Angola (1975–1979) | آنگولا                                             | اعطا شده در مه ۱۹۷۷                                                                     |
| ۱۹۷۵–۱۹۷۶    |       | Pierre Pouyade (1911–1979)                      | Brigadier general,رئیس Franco-Soviet Friendship Association | فرانسه                                             | اعطا شده در مه ۱۹۷۷                                                                     |
| ۱۹۷۵–۱۹۷۶    |       | یانیس ریتسوس (1909–1990)                        | Poet | یونان                                              | اعطا شده در مه ۱۹۷۷                                                                     |
| ۱۹۷۷–۱۹۷۸    |       | Kurt Bachmann (1909–1997)                       | سیاستمدار، رئیس حزب کمونیست آلمان (۱۹۶۸) (1969–1973) | آلمان غربی                                         | اعطا شده در ۱ مه ۱۹۷۹                                                                   |
| ۱۹۷۷–۱۹۷۸    |       | Freda Brown (1919–2009)                         | سیاستمدار، President of the Women's International Democratic Federation (1975–1989) | استرالیا                                           | اعطا شده در ۱ مه ۱۹۷۹                                                                   |
| ۱۹۷۷–۱۹۷۸    |       | ویلما اسپین (1930–2007)                         | انقلابی، سیاستمدار، President of the Federation of Cuban Women (1960–2007) | کوبا                                               | اعطا شده در ۱ مه ۱۹۷۹                                                                   |
| ۱۹۷۷–۱۹۷۸    |       | K. P. S. Menon (1898–1982)                      | Diplomat, Foreign Secretary of India (1948–1952) | هند                                                | اعطا شده در ۱ مه ۱۹۷۹                                                                   |
| ۱۹۷۷–۱۹۷۸    |       | هالینا اسکیبنیفسکا (1921–2011)                  | Architect, سیاستمدار، Deputy Marshal of the سیم (مجلس لهستان) (1971–1985) | لهستان                                             | اعطا شده در ۱ مه ۱۹۷۹                                                                   |
| ۱۹۷۹         |       | اروه بازن (1911–1996)                           | نویسنده | فرانسه                                             | اعطا شده در ۳۰ آوریل ۱۹۸۰                                                               |
| ۱۹۷۹         |       | آنجلا دیویس (born 1944)                         | Activist, academic, Professor at the دانشگاه کالیفرنیا، سانتا کروز | ایالات متحده آمریکا                                | اعطا شده در ۳۰ آوریل ۱۹۸۰                                                               |
| ۱۹۷۹         |       | اورهو ککونن (1900–1986)                         | سیاستمدار، lawyer, رئیس‌جمهور فنلاند (1956–1982) | فنلاند                                             | اعطا شده در ۳۰ آوریل ۱۹۸۰                                                               |
| ۱۹۷۹         |       | Abd al-Rahman al-Khamisi (1920–1987)            | Poet, composer | مصر                                                | اعطا شده در ۳۰ آوریل ۱۹۸۰                                                               |
| ۱۹۷۹         |       | له یوئن (1907–1986)                             | سیاستمدار، دبیرکل حزب کمونیست ویتنام (1960–1986) | ویتنام                                             | اعطا شده در ۳۰ آوریل ۱۹۸۰                                                               |
| ۱۹۷۹         |       | میگوئل اوترو سیلوا (1908–1985)                  | نویسنده، روزنامه‌نگار | ونزوئلا                                            | اعطا شده در ۳۰ آوریل ۱۹۸۰                                                               |
| ۱۹۸۰–۱۹۸۲    |       | محمود درویش (1941–2008)                         | Poet | فلسطین                                             | اعطا شده در مه ۱۹۸۳                                                                     |
| ۱۹۸۰–۱۹۸۲    |       | John Hanly Morgan (1918–2018)                   | Unitarian minister | ایالات متحده آمریکا · کانادا                       | اعطا شده در مه ۱۹۸۳                                                                     |
| ۱۹۸۰–۱۹۸۲    |       | Líber Seregni (1916–2004)                       | سیاستمدار، افسر نظامی | اروگوئه                                            | اعطا شده در مه ۱۹۸۳                                                                     |
| ۱۹۸۰–۱۹۸۲    |       | میکیس تئودوراکیس (born 1925)                    | Composer | یونان                                              | اعطا شده در مه ۱۹۸۳                                                                     |
| ۱۹۸۳–۱۹۸۴    |       | Charilaos Florakis (1914–2005)                  | سیاستمدار، General Secretary of the حزب کمونیست یونان (1972–1989) | یونان                                              | اعطا شده در ۱ مه ۱۹۸۵                                                                   |
| ۱۹۸۳–۱۹۸۴    |       | ایندیرا گاندی (1917–1984)                       | سیاستمدار، نخست‌وزیر هند (1980–1984) | هند                                                | اعطا شده در posthumously on 1 مه ۱۹۸۵                                                   |
| ۱۹۸۳–۱۹۸۴    |       | Jean-Marie Legay (1925–2012)                    | Academic | فرانسه                                             | اعطا شده در ۱ مه ۱۹۸۵                                                                   |
| ۱۹۸۳–۱۹۸۴    |       | Nguyễn Hữu Thọ (1910–1996)                      | سیاستمدار، رئیس Republic of South Vietnam (1969–1976), Vice President of Vietnam (1976–1992), Acting رئیس‌جمهور ویتنام (1980–1981), Chairman of the National Assembly of Vietnam (1981–1987) | ویتنام/ Republic of South Vietnam                  | اعطا شده در ۱ مه ۱۹۸۵                                                                   |
| ۱۹۸۳–۱۹۸۴    |       | Eva Palmær (1904–1995)                          | نویسنده، chemist, Chairwoman of the Sweden-Soviet Union Association (1979–1987) | سوئد                                               | اعطا شده در ۱ مه۱۹۸۵                                                                    |
| ۱۹۸۳–۱۹۸۴    |       | Luis Vidales (1904–1990)                        | Poet | کلمبیا                                             | اعطا شده در ۱ مه ۱۹۸۵                                                                   |
| ۱۹۸۳–۱۹۸۴    |       | Josef Weber (1908–1985)                         | سیاستمدار، peace activist | آلمان غربی                                         | اعطا شده در ۱ مه ۱۹۸۵                                                                   |
| ۱۹۸۵–۱۹۸۶    |       | Miguel d'Escoto Brockmann (1933–2017)           | سیاستمدار، وزیر امور خارجه Nicaragua (1979–1990), رئیس مجمع عمومی سازمان ملل متحد (2008–2009)                                                                                               | نیکاراگوئه                                         |                                                                                         |
| ۱۹۸۵–۱۹۸۶    |       | دوروتی هاجکین (1910–1994)                       | شیمیدان، همکار انجمن سلطنتی (1947), جایزه نوبل شیمی (1964) | بریتانیا                                           |                                                                                         |
| ۱۹۸۵–۱۹۸۶    |       | Herbert Mies (1929–2017)                        | سیاستمدار، رئیس حزب کمونیست آلمان (۱۹۶۸) (1973–1989) | آلمان غربی                                         |                                                                                         |
| ۱۹۸۵–۱۹۸۶    |       | ژولیوس نایرره (1922–1999)                       | سیاستمدار، anti-colonial activist, President of Tanzania (1964–1985) | تانزانیا                                           |                                                                                         |
| ۱۹۸۵–۱۹۸۶    |       | Petur Tanchev (1920–1992)                       | سیاستمدار، عضو National Assembly of Bulgaria (1950–1990) | بلغارستان                                          |                                                                                         |
| ۱۹۸۸         |       | عبدالستار ایدهی (1928–2016)                     | Philanthropist, ascetic | پاکستان                                            |                                                                                         |
| ۱۹۸۹         |       | آلوارو کونهال (1913–2005)                       | سیاستمداردبیرکل حزب کمونیست پرتغال (1961–1992) | پرتغال                                             |                                                                                         |
| ۱۹۹۰         |       | نلسون ماندلا (1918–2013)                        | سیاستمدار، anti-apartheid activist, رئیس‌جمهور آفریقای جنوبی (1994–1999), جایزه صلح نوبل laureate (1993)                                                                                     | آفریقای جنوبی                                      | Unable to accept the prize until 2002 due to his trial and imprisonment in South Africa |
| Unknown year |       | مارتی آهتیساری (born 1937)                      | سیاستمدار، diplomat, رئیس‌جمهور فنلاند (1994–2000), جایزه صلح نوبل laureate (2008) | فنلاند                                             |                                                                                         |
| سال نامعلوم  |       | Valerie Goulding (1918–2003)                    | Campaigner | جمهوری ایرلند                                      |                                                                                         |